# Eleições parlamentares europeias de 2014 (Polónia)
As eleições parlamentares europeias de 2014 na Polónia, realizadas a 25 de Maio, serviram para eleger os 51 deputados do país para o Parlamento Europeu.
Os resultados deram vitória à Plataforma Cívica, que conquistou 32,1% dos votos, mas, em deputados, conseguiu tantos deputados (19) como os conservadores da Lei e Justiça.
A surpresa destas eleições foram os 7,2% dos votos alcançados pelo Congresso da Nova Direita, partido eurocético, que, assim elegeu 4 deputados.

## Resultados oficiais
| Partido                 | Partido                         | Votos      | %     | +/-   | Deputados | +/-   |
| ----------------------- | ------------------------------- | ---------- | ----- | ----- | --------- | ----- |
|                         | Plataforma Cívica               | 2 271 215  | 32,13 | 12,30 | 19 / 51   | 6     |
|                         | Lei e Justiça                   | 2 246 870  | 31,78 | 4,38  | 19 / 51   | 4     |
|                         | Aliança da Esquerda Democrática | 667 319    | 9,44  | 2,90  | 5 / 51    | 2     |
|                         | Congresso da Nova Direita       | 505 586    | 7,15  | Novo  | 4 / 51    | Novo  |
|                         | Partido Popular da Polónia      | 480 846    | 6,80  | 0,21  | 4 / 51    | 1     |
|                         | Polónia Unida                   | 281 079    | 3,98  | Novo  | 0 / 51    | Novo  |
|                         | Europa Plus - O Teu Movimento   | 252 699    | 3,58  | Novo  | 0 / 51    | Novo  |
|                         | Polónia Junta                   | 223 733    | 3,16  | Novo  | 0 / 51    | Novo  |
|                         | Movimento Nacional              | 98 545     | 1,39  | Novo  | 0 / 51    | Novo  |
|                         | Outros                          | 41 432     | 0,59  |       | 0 / 51    |       |
| Votos Inválidos         | Votos Inválidos                 | 228 005    | 3,12  | 1,29  |           |       |
| Total                   | Total                           | 7 502 336  | 100   |       | 51 / 51   | 1     |
| Eleitorado/Participação | Eleitorado/Participação         | 30 636 537 | 23,83 | 0,70  |           |       |
| Fonte                   | Fonte                           | [ 2 ]      | [ 2 ] | [ 2 ] | [ 2 ]     | [ 2 ] |